# Lithocarpus magnificus
Lithocarpus magnificus là một loài thực vật có hoa trong họ Cử. Loài này được (Brandis) A.Camus mô tả khoa học đầu tiên năm 1931.